# Jugoslávská liga ledního hokeje 1955/1956
Sezóna 1955/1956 byla 14. sezónou Jugoslávské ligy ledního hokeje. Vítězem se stal tým S.D. Záhřeb. Turnaj se konal ve dnech 25. až 29. ledna 1956 ve slovinských Jesenicích.

## Týmy
- SD Záhřeb
- HK Jesenice
- HK Ljubljana
- HK Partizan
- HK Crvena Zvezda Bělehrad
- KHL Mladost Zagreb

## Konečná tabulka
1. SD Záhřeb
2. HK Jesenice
3. HK Ljubljana
4. HK Partizan
5. HK Crvena Zvezda Bělehrad
6. KHL Mladost Zagreb